# Wereldkampioenschappen baanwielrennen 1895

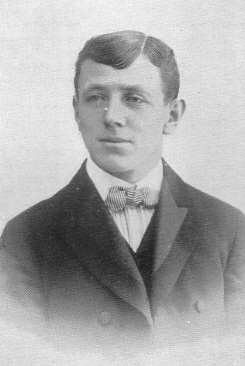
Jimmy Michael werd wereldkampioen op amper 18-jarige leeftijd

De wereldkampioenschappen baanwielrennen 1895 werden gehouden van 17 tot 19 augustus 1895 in Keulen. Ze werden georganiseerd door de Deutsche Radfahrer-Bund onder bescherming van de International Cycling Association (ICA), een voorloper van de UCI.

## Verslag
Voor het eerst werden er wereldkampioenschappen voor beroepsrenners georganiseerd. De sprintwedstrijd over 1 Engelse mijl werd gewonnen door de Belg Protin vóór de Amerikaan Banker. Maar Banker had te vroeg gestopt; hij had een schaduw over de baan aanzien voor de eindstreep en was daarna nog voorbijgereden door Protin. De Amerikaan diende protest in en trachtte de wedstrijd te laten herrijden, maar tevergeefs; Protin bleef wereldkampioen.
Aan het wereldkampioenschap stayeren voor profs over 100 kilometer kwamen vijf renners aan de start. De wedstrijd werd gewonnen door de amper achttienjarige Engelsman Michael. De renners mochten door meer dan één (niet-gemotoriseerde) gangmaker tegelijk gepaced werden: [Michael] werd afwisselend door een drie- en vier persoonstandem gepaced en reed van het begin af met een verbazend tempo; in de eindspurt was het bijna onmogelijk hem met het oog te volgen. Vier renners reden de wedstrijd uit (de Duitser Fritz Opel gaf op); de laatste, de Oostenrijker Gerger, finishte pas toen het al donker was.
De Nederlanders domineerden bij de amateurs: Jaap Eden werd wereldkampioen over de Engelse mijl en Mathieu Cordang bij de stayers, vóór zijn landgenoot Kees Witteveen.
De berichtgeving in het Algemeen Dagblad vermeldde ook nog de uitslagen van andere, niet officiële wedstrijden waaronder:
- een "nationaliteitsrennen" (landenwedstrijd) van vier reeksen van 10 kilometer, waarbij in elke reeks een renner van elk land meereed. De punten van de vier renners werden samengeteld. Nederland was vertegenwoordigd door Jaap Eden, P.W. Scheltema Reduin, Witteveen en W.J. Rademaker. De Nederlandse ploeg won met 9 punten vóór Engeland en België met 11 punten.[2]
- tandemraces voor beroepsrenners, gewonnen door Hoffmann en Eisenrichter uit München[2] en voor amateurs, gewonnen door Petersen (Denemarken) en Watson (Engeland)[1]

## Uitslagen

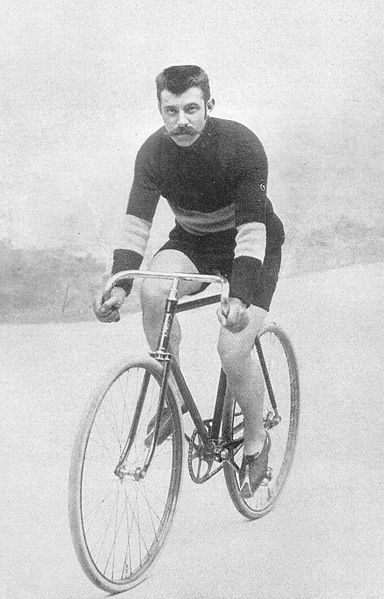
Mathieu Cordang

### Beroepsrenners
| Wedstrijd      | Winnaar       | 2e               | 3e           |
| -------------- | ------------- | ---------------- | ------------ |
| Sprint         | Robert Protin | George A. Banker | Emile Huet   |
| 100 km stayers | Jimmy Michael | Henri Luyten     | Hans Hofmann |

### Amateurs
| Wedstrijd      | Winnaar         | 2e                          | 3e            |
| -------------- | --------------- | --------------------------- | ------------- |
| Sprint         | Jaap Eden       | Christian Ingemann Petersen | Jean Schaaf   |
| 100 km stayers | Mathieu Cordang | Kees Witteveen              | Wilhelm Henie |